# João Jardim de Vilhena
João Jardim de Vilhena (Coimbra, 7 de Julho de 1873 – Lisboa, 10 de Dezembro de 1966) foi um magistrado, político e escritor português.

## Biografia
Filho de Júlio Marques de Vilhena, primo em 2.º grau do 1.º Visconde de Ferreira do Alentejo, e de sua mulher Maria da Piedade Leite Pereira Jardim, irmã do 1.º Conde de Valenças e filha do 1.º Visconde de Monte São.
Licenciado pelo antigo Curso Superior de Letras, Primeiro-Conservador do Arquivo Nacional da Torre do Tombo, Secretário-Geral Substituto do Supremo Tribunal Administrativo, Governador Civil do Distrito de Beja, etc, escritor e publicista.. O seu nome consta da lista de colaboradores da revista Feira da Ladra  (1929-1943).
Casou primeira vez com Ana Júdice e segunda vez a 12 de Abril de 1934 com Lucinda da Conceição de Santana, ambos os casamentos sem geração.